# Contre-la-montre masculin des juniors aux championnats du monde de cyclisme sur route 2015
Navigation
Ponferrada 2014 Doha 2016
Le contre-la-montre masculin des juniors aux championnats du monde de cyclisme sur route 2015 a eu lieu le 22 septembre 2015 à Richmond, aux États-Unis. L'épreuve est réservée aux coureurs nés en 1997 et 1998.
Le titre a été remporté par l'Allemand Leo Appelt qui s'impose respectivement devant les Américains Adrien Costa et Brandon McNulty.

## Programme
Les horaires sont ceux de l'Eastern Daylight Time (UTC+4)
| Date              | Horaire        |                         |
| ----------------- | -------------- | ----------------------- |
| 22 septembre 2015 | 9 h 30-13 h 05 | Contre-la-montre junior |

## Primes
L'UCI attribue un total de 1 380 € aux trois premiers de l'épreuve.
| Position | 1er   | 2e    | 3e    | Total   |
| Montant  | 767 € | 383 € | 230 € | 1 380 € |

## Classement
|                           | Coureur                | Pays               | Temps           |
| ------------------------- | ---------------------- | ------------------ | --------------- |
| Médaille d'or, monde      | Leo Appelt             | Allemagne          | 37 min 45 s 01  |
| Médaille d'argent, monde  | Adrien Costa           | États-Unis         | + 17 s 22       |
| Médaille de bronze, monde | Brandon McNulty        | États-Unis         | + 59 s 74       |
| 4                         | Keagan Girdlestone     | Afrique du Sud     | + 1 min 7 s 73  |
| 5                         | Gino Mäder             | Suisse             | + 1 min 11 s 38 |
| 6                         | Jasper Philipsen       | Belgique           | + 1 min 22 s 48 |
| 7                         | Niklas Larsen          | Danemark           | + 1 min 34 s 70 |
| 8                         | Tobias Foss            | Norvège            | + 1 min 35 s 73 |
| 9                         | Ilya Gorbushin         | Kazakhstan         | + 1 min 52 s 67 |
| 10                        | Alexys Brunel          | France             | + 1 min 52 s 82 |
| 11                        | Ēriks Toms Gavars      | Lettonie           | + 1 min 57 s 81 |
| 12                        | Matteo Sobrero         | Italie             | + 2 min 1 s 35  |
| 13                        | Michael Storer         | Australie          | + 2 min 4 s 62  |
| 14                        | Javier Ignacio Montoya | Colombie           | + 2 min 7 s 57  |
| 15                        | Vadim Pronskiy         | Kazakhstan         | + 2 min 15 s 15 |
| 16                        | Julián Cardona         | Colombie           | + 2 min 16 s 07 |
| 17                        | Stan Dewulf            | Belgique           | + 2 min 16 s 10 |
| 18                        | Pavel Sivakov          | Russie             | + 2 min 18 s 68 |
| 19                        | Szymon Sajnok          | Pologne            | + 2 min 20 s 32 |
| 20                        | Torjus Sleen           | Norvège            | + 2 min 29 s 71 |
| 21                        | Robert Stannard        | Nouvelle-Zélande   | + 2 min 30 s 33 |
| 22                        | Nikolay Ilichev        | Russie             | + 2 min 30 s 72 |
| 23                        | Pablo Alonso           | Espagne            | + 2 min 35 s 13 |
| 24                        | James Fouche           | Nouvelle-Zélande   | + 2 min 38 s 24 |
| 25                        | Max Singer             | Allemagne          | + 2 min 45 s 33 |
| 26                        | Louis Louvet           | France             | + 2 min 49 s 95 |
| 27                        | Derek Gee              | Canada             | + 2 min 54 s 67 |
| 28                        | Stefan Bissegger       | Suisse             | + 2 min 57 s 87 |
| 29                        | Jakub Otruba           | Tchéquie           | + 3 min 4 s 92  |
| 30                        | El Mehdi Chokri        | Maroc              | + 3 min 10 s 58 |
| 31                        | Sergey Rostovtsev      | Russie             | + 3 min 10 s 84 |
| 32                        | Anthon Charmig         | Danemark           | + 3 min 11 s 09 |
| 33                        | Nicola Conci           | Italie             | + 3 min 15 s 33 |
| 34                        | Felix Gall             | Autriche           | + 3 min 16 s 75 |
| 35                        | Patrick Gamper         | Autriche           | + 3 min 21 s 85 |
| 36                        | Gustav Andersson       | Suède              | + 3 min 24 s 55 |
| 37                        | Mohcine El Kouraji     | Maroc              | + 3 min 56 s 79 |
| 38                        | Michael O'Loughlin     | Irlande            | + 3 min 59 s 72 |
| 39                        | Islam Mansouri         | Algérie            | + 4 min 2 s 51  |
| 40                        | Antonio Barać          | Bosnie-Herzégovine | + 4 min 9 s 81  |
| 41                        | Dávid Kovács           | Hongrie            | + 4 min 17 s 08 |
| 42                        | Greg de Vink           | Afrique du Sud     | + 4 min 23 s 28 |
| 43                        | Simon Tuomey           | Irlande            | + 4 min 28 s 72 |
| 44                        | Masahiro Ishigami      | Japon              | + 4 min 31 s 70 |
| 45                        | Keitaro Sawada         | Japon              | + 4 min 36 s 50 |
| 46                        | Joel Taylor            | Canada             | + 4 min 36 s 52 |
| 47                        | Harry Sweeny           | Australie          | + 4 min 52 s 25 |
| 48                        | Batsaikhan Tegshbayar  | Mongolie           | + 5 min 12 s 00 |
| 49                        | Erik Sierra            | Équateur           | + 5 min 44 s 51 |
| 50                        | Santiago Yeri          | Argentine          | + 6 min 25 s 22 |
| 51                        | Bryan Portilla         | Équateur           | + 6 min 32 s 91 |
| 52                        | Pedro Monteiro         | Brésil             | + 6 min 37 s 63 |
| 53                        | Oussama Mansouri       | Algérie            | + 6 min 38 s 48 |
| 54                        | Patompob Phonarjthan   | Thaïlande          | + 7 min 9 s 00  |
| 55                        | Márcio José Pessoa     | Brésil             | + 7 min 17 s 98 |
| 56                        | Yuttana Mano           | Japon              | + 8 min 52 s 07 |
| 57                        | Merrill Chua           | Singapour          | + 9 min 31 s 86 |